# الزعرورة
الزعرورة هي قرية في الجولان المحتل وسميت الزعرورة بهذا الاسم لكثرة شجر الزعرور فيها كما أن قريت الزعرورة جميلة جدا حيث تقع جنوب الرفيد وشمالا قرية غدير البستان وفيها تلال وأثارات قديمة تعود على الزمن العثماني عدد سكانه لايتجاوز 200 نسمة.